# Беляев, Афанасий Иванович
Афана́сий Ива́нович Беля́ев (15 [27] февраля 1845, Санкт-Петербургская губерния — 21 августа 1921, Московская Славянка, Петроградская губерния) — митрофорный протоиерей Православной Российской Церкви, духовник Николая II и его семьи.

## Семья, образование
Родился в семье священника. 2 (14) июня 1865 года окончил XXVIII курс Санкт-Петербургской духовной семинарии.
В семье отца Афанасия были дети:
- Василий (родился 11 (23) сентября 1871 года) — диакон в Петроградской епархии[1].
- Николай (8 (20) мая 1875 — после 1938) — протоиерей в Царском Селе.
- Иоанн (родился 5 [17] октября 1880 года) — до 1917 года был мировым судьёй.
- Мария (родилась 16 (28) октября 1881 года) — была замужем за протоиереем Петроградской епархии[1].
- Феодор (родился 29 февраля (12 марта) 1884 года) — ученый агроном[1].
- Сергей (родился 2 (14) августа 1890 года) — студент Петроградского университета[1].

## Служба
15 (27) января 1868 года Афанасий Беляев был рукоположён в священники к Преображенской церкви в Московской Славянке Царскосельского уезда.
В 1887 году состоял кандидатом в члены правления Александро-Невского духовного училища. В 1889 году был назначен членом Комиссии по рассмотрению книг, представленных на премию императора Петра I.
На протяжении девятилетнего периода избирался духовенством помощником благочинного 1-го округа Царскосельского уезда. Одновременно состоял председателем Московско-Славянского приходского попечительства. 30 лет был депутатом на съездах духовенства Санкт-Петербургской епархии. Также состоял наблюдателем за церковно-приходскими школами Царскосельского уезда

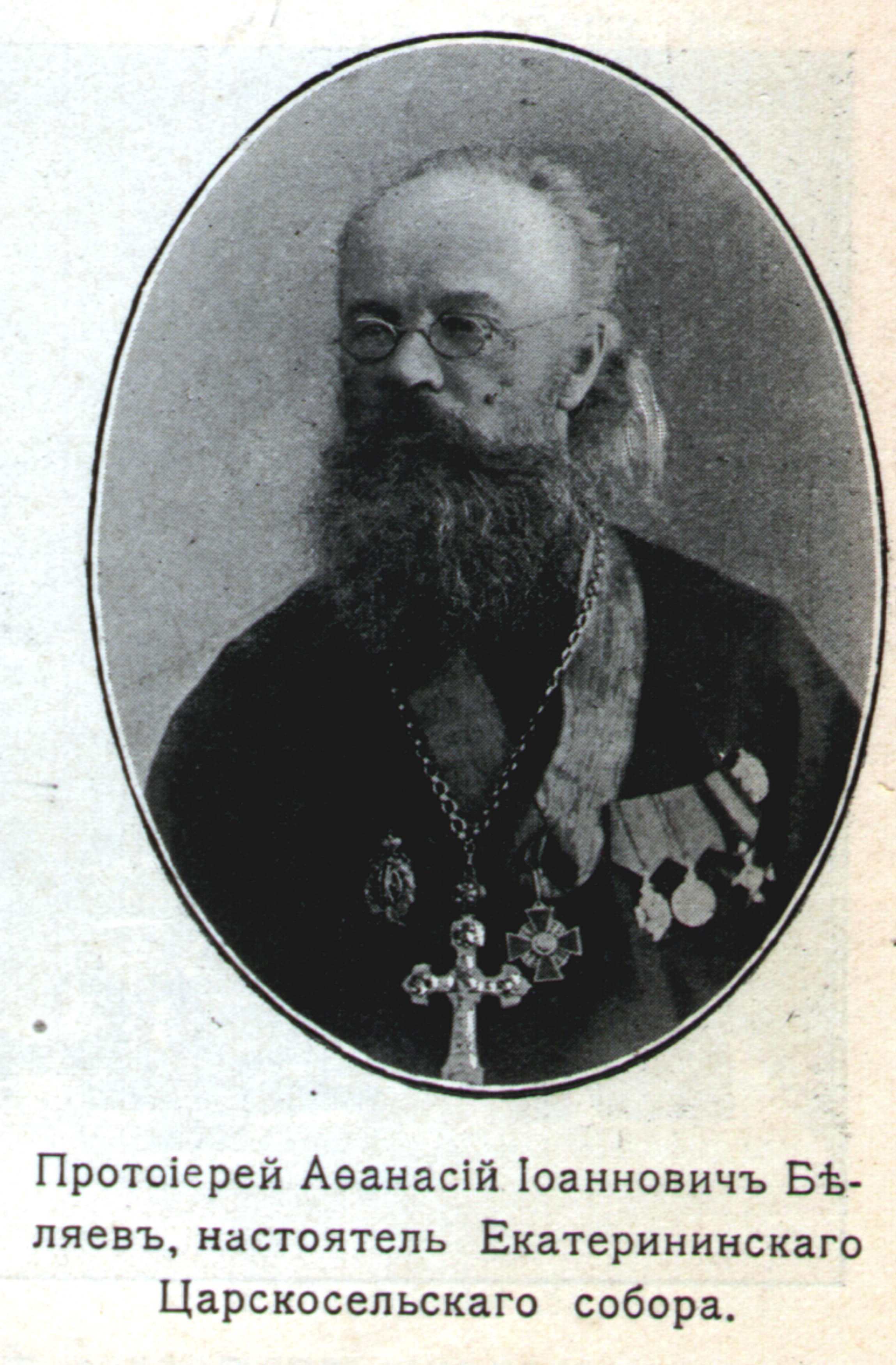

С 7 (19) января 1893 года служил в Екатерининском соборе Царского Села. 20 августа (1 сентября) 1893 года он был назначен настоятелем собора и председателем Царскосельского отделения Братства Пресвятой Богородицы.
С 3 (15) февраля 1894 года по 1911 год отец Афанасий состоял в должности благочинного 1-го округа Царскосельского уезда. На протяжении пятнадцати лет он был депутатом от духовенства на земских собраниях по Царскосельскому уезду.
В 1895 году стал членом «Отделения о тюрьмах» и членом «Попечения о народной трезвости». Был избран председателем эмеритальной кассы духовенства Санкт-Петербургской епархии; назначен наблюдателем за преподаванием Закона Божия в министерских и земских школах. Протоиерей Афанасий состоял почетным членом Братства Пресвятой Богородицы.
24 февраля (9 марта) 1904 года определением Правительствующего Сената Афанасий Беляев был возведён в дворянское достоинство.
24 октября (6 ноября) 1916 года был назначен, а 30 октября (12 ноября)а — утверждён в должности настоятеля Феодоровского Государева собора с возложением на него обязанностей гарнизонного священника Царского Села.
В период с 1868 по 1919 год занимал законоучительскую должность в различных учебных заведениях: Московско-Славянской земской школе; школе 37-й артиллерийской бригады; Ижорских Адмиралтейских заводов; Московско-Славянской церковно-приходской школе; Царскосельской Екатерининской церковно-приходской школе; Царскосельской земской школе; Воскресной школе дамской группы Царскосельского отдела Союза 17 октября; Царскосельском Алексеевском приюте; приюте Великой Княгини Марии Александровны; Александро-Невском приюте; школе Левитской; Конвое его величества.
8 (21) мая 1917 года протоиерей Афанасий был назначен благочинным военных церквей Царского Села и Павловска.
27 февраля (12 марта) 1917 года после совершения государственного переворота он был приглашён в Александровский дворец для служения в дворцовой церкви и по желанию Николая II принял обязанности духовника царской семьи. В период со 2 (15) марта по 2 (15) августа 1917 года (во время нахождения императорской семьи в Царском Селе) постоянно совершал все богослужения в Александровском дворце.
Скончался 21 октября 1921 года и был погребён на кладбище в селе Московская Славянка.

## Награды, знаки отличия

### Церковные, богослужебные награды
- 20 февраля (4 марта) 1870 года — архиерейское благословение;
- 18 февраля (2 марта) 1871 года — «пастырское» благословение;
- 28 декабря 1871 (9 января 1872) — набедренник;
- 18 (30) апреля 1877 года — скуфья;
- 18 февраля (2 марта) 1881 года — камилавка;
- 14 (28) мая 1886 года — синодальный наперсный крест;
- 7 (19) июля 1887 года — золотой наперсный крест с камнями от прихожан;
- 24 ноября (6 декабря) 1895 года — сан протоиерея;
- 11 (24) мая 1911 года — Библия от Святейшего Синода;
- 6 (19) мая 1904 года — палица;
- 6 (19) мая 1909 года — митра;
- 30 июня (13 июля) 1909 года — золотой наперсный крест с драгоценными украшениями из Кабинета его величества;
- 1909 год — наперсный крест с драгоценными украшениями от прихожан Екатерининского собора;
- 2 (15) февраля 1910 года — благодарность епархиального начальства за долговременную службу в должности благочинного;
- 1916 год — хрустальный наперсный крест в золотой оправе с 4 жемчужинами. Дар императора и его семьи «на молитвенную память».

### Светские награды
- 6 (18) сентября 1889 года — большая золотая медаль от учебного комитета Министерства народного просвещения;
- 3 (15) февраля 1894 года — орден Святой Анны 3-й степени;
- 26 февраля (10 марта) 1896 года — медаль «В память царствования императора Александра III»;
- 6 (18) мая 1898 года — орден Святой Анны 2-й степени;
- 26 апреля (9 мая) 1901 года — право ношения на груди золочёного знака по Ведомству учреждений императрицы Марии;
- 6 (19) мая 1901 года — орден Святого Владимира 4-й степени;
- 1905 год — медаль «В память русско-японской войны» (1906);
- 6 (19) мая 1906 года — орден Святого Владимира 3-й степени;
- 1910 год — право ношения золочёного знака в память 200-летия Царского Села;
- 6 (19) мая 1912 года — орден Святой Анны 1-й степени;
- 20 марта (2 апреля) 1913 года — наградной знак, утверждённый для лиц, «приносивших императорской семье поздравления по случаю 300-летия царствования Дома Романовых»;
- 6 (19) мая 1915 года — орден Святого Владимира 2-й степени;
- 6 (19) мая 1916 года — право ношения знака Красного Креста. По соизволению императрицы Марии Фёдоровны и постановлению главного управления Российского общества Красного Креста;
- 1916 год — орден Святого Александра Невского;
- 1 октября 1919 года — право ношения на груди медали «В память 25-летия церковных школ».

## Труды
- Дневник протоиерея А. И. Беляева, настоятеля Феодоровского собора в Царском Селе // Августейшие сестры милосердия. — М.: Вече, 2008. — 3000 экз. — ISBN 978-5-9533-2762-6.